# Victoria (motocicleta)
Victoria fou una marca de bicicletes, motocicletes, ciclomotors i motors integrats fabricats per l'empresa alemanya Victoria Fahrradwerke AG de Nuremberg. L'empresa s'havia anomenat abans Frankenburger & Ottenstein i més tard Victoria Werke AG, fins que el 1957 va ser absorbida per la Zweirad Union, amb seu també a Nuremberg.

## Història

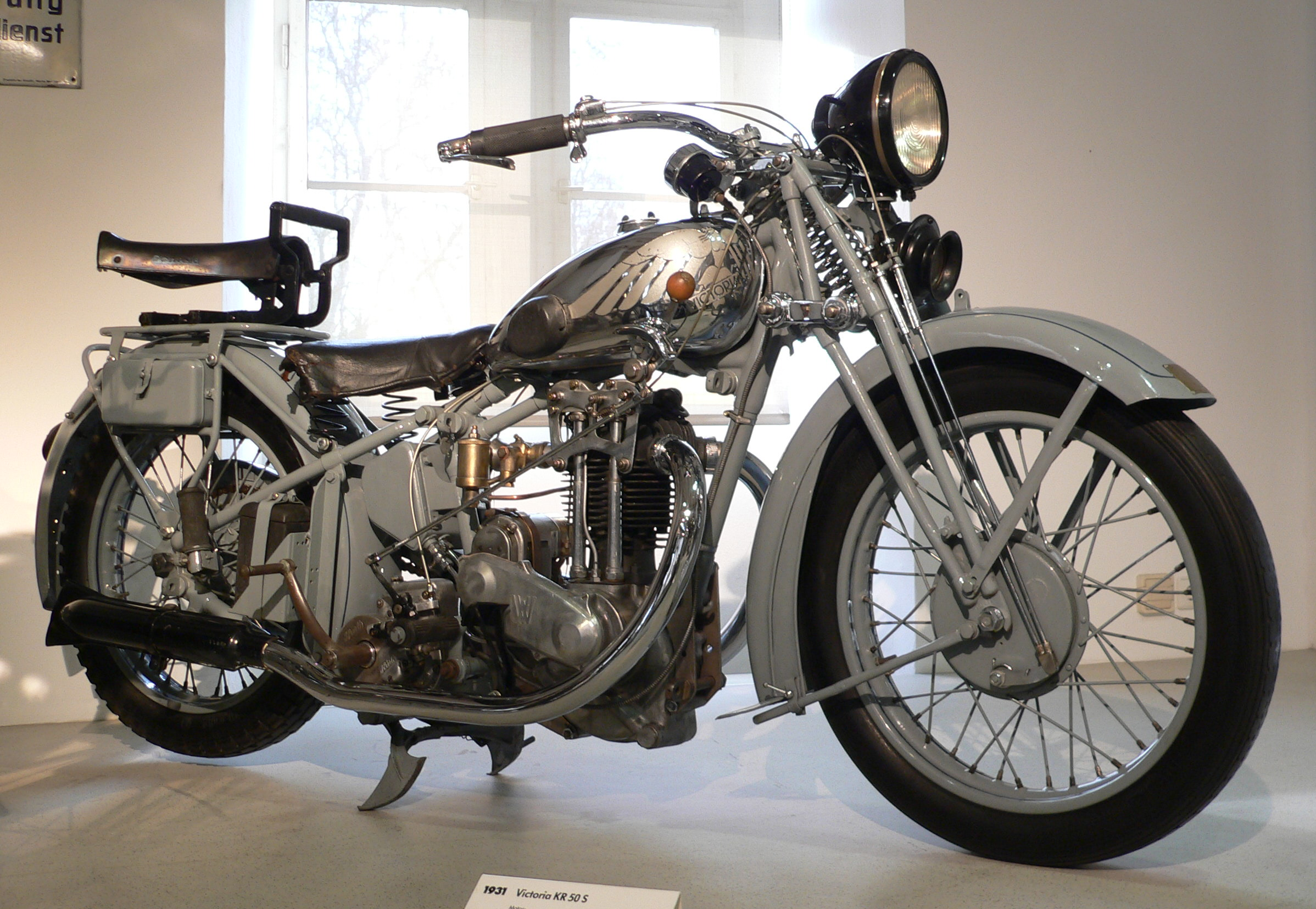
Una Victoria KR 50S de 1931

L'empresa va ser fundada per Max Ottenstein i Max Frankenburger el 1886 com a fàbrica de bicicletes, però no es va anomenar Victoria fins al 1895. Va construir la seva primera motocicleta el 1899. Després de començar muntant motors Fafnir i Zedel als seus models, durant la dècada del 1920 en va començar a fer servir de BMW. A partir de 1923, quan BMW va deixar de subministrar motors a tercers, Victoria va contractar un dels operaris d'aquell fabricant bavarès més coneguts, Martin Stolle, qui va construir a Múnic motors boxer de 498 cc per a Victoria, dels quals en va fer més tard una versió de 596 cc.
A partir de 1928, Victoria va produir alguns models amb motor Sturmey-Archer sota llicència per a Horex-Columbus. Durant la Segona Guerra Mundial la fàbrica va quedar pràcticament destruïda i després de la guerra, l'empresa va llançar una gran varietat de models, des de motors per a bicicletes motoritzades del tipus clip-on (subjectables al quadre) fins a bicilíndrics paral·lels de 500 cc i fins i tot alguns de dos temps de 98 a 346 cc. Els motors clip-on eren de qualitat i força ràpids i, juntament amb els de Rex, eren els més venuts a Alemanya. El model més conegut de la marca és probablement la Victoria Bergmeister de 350 cc de 1953, equipada amb un motor V-twin dissenyat per Richard Küchen. El 1955 va aparèixer un model amb motor Parilla de quatre temps de 175 cc.
El 1957, Victoria es va unir a la Zweirad Union (juntament amb DKW i Express) i la marca va acabar desapareixent el 1968.